# Microkayla wettsteini
Microkayla wettsteini é uma espécie de anfíbio anuro da família Craugastoridae que pode ser encontrada na Bolívia e Peru.